# 北马其顿议会

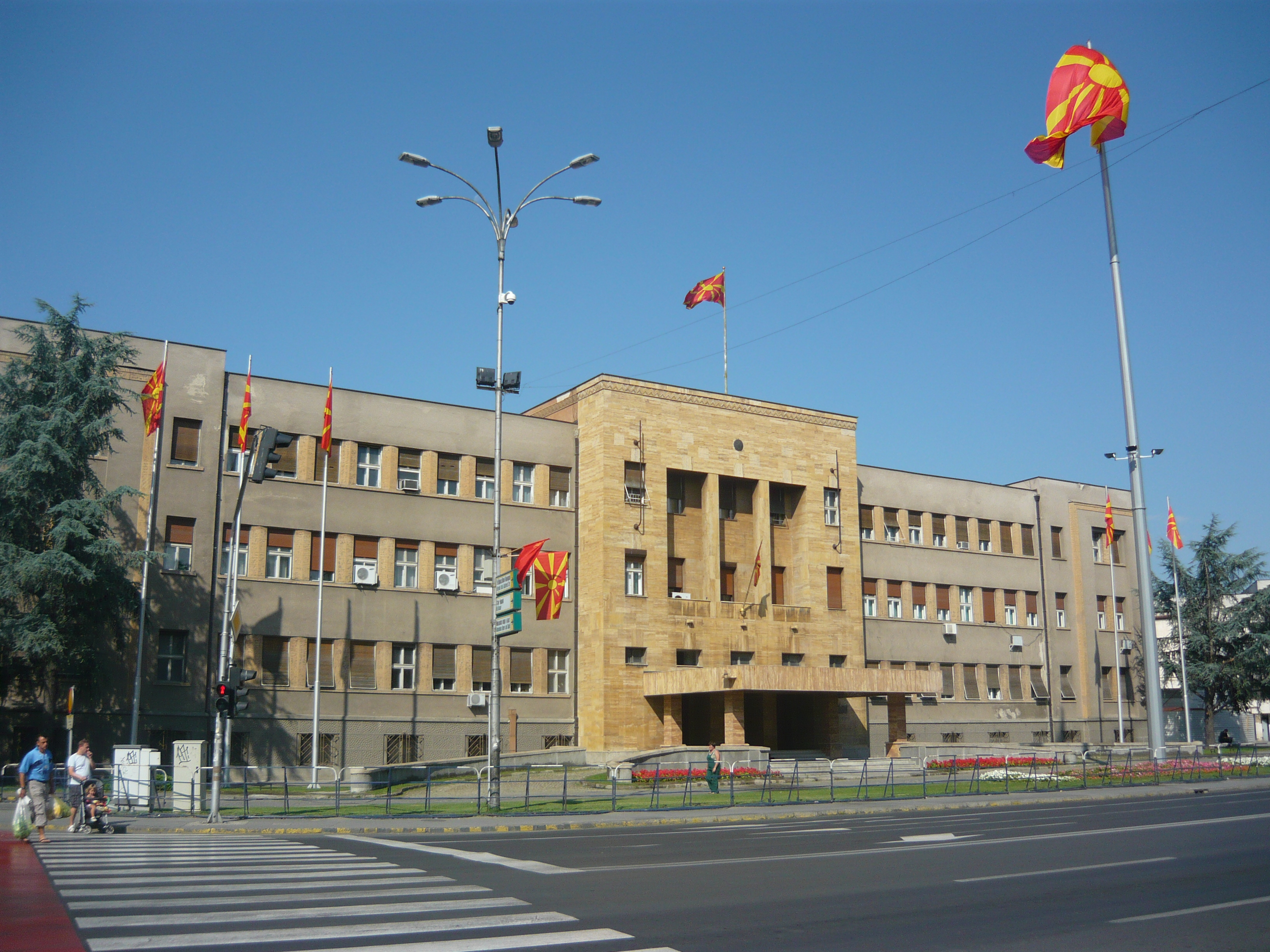
议会大楼

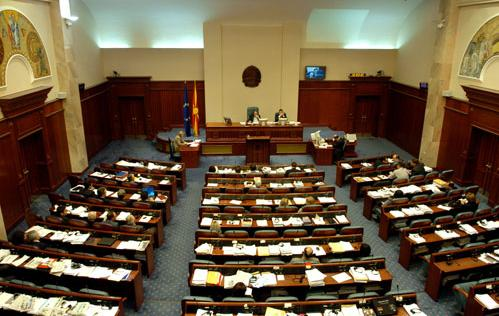
议会内部

北馬其頓共和国議會是北馬其頓的國家立法机关，为一院制。
議會共有120名议员，全国划分六个选区，每个选区按照比例代表制选举产生20名议员，还有3名议员来自于僑民，每届任期4年。议会大楼位于首都斯科普里市索布拉尼宮。
議會主要政党有中间偏右的马其顿内部革命组织—马其顿民族统一民主党和中间偏左的馬其頓社會民主聯盟。